# 999 Games
999 Games — нідерландське видавництво настільних ігор зі штаб-квартирою в Алмере.
999 Games було засновано в 1990 році Міхаелем Бруїнсмою як підприємство з продажу ігор за 5000 нідерландських гульденів. На ці кошти він придбав імпортні ігри та продавав їх телефоном і на різних ігрових заходах у Нідерландах, Бельгії, Німеччині та Данії. У 1991 році він організував власну ігрову виставку в Ейндговені — Spellenspektakel, яка згодом стала найбільшою ігровою виставкою в країнах Бенелюкс. З 1993 року 999 Games почало розповсюджувати Magic: The Gathering у Нідерландах, ставши великим дистриб'ютором. Першими іграми, випущеними під власним брендом, стали Serenissima та Formula Dé. До 1998 року у 999 Games працювало шість осіб. Коли Elfenland у 1998 році та Колонізатори у 1999 році отримали нагороду Speelgoed van het Jaar (гра року), 999 Games здобуло міжнародну популярність. У 2001 році видавництво випустило першу дитячу гру, а Міхаель Бруїнсма заснував видавництво Phalanx Games, що спеціалізується на складніших іграх. Spellenspektakel став окремою компанією у 2003 році і був проданий у 2007 році. Нині в компаніях 999 Games та Phalanx Games працює 30 осіб.

## Нагороди
- Speelgoed van het Jaar
  - 1998: Elfenland
  - 1999: Колонізатори
  - 2005: Carcassonne: The City
- Nederlandse Spellenprijs
  - 2001: Цитаделі
  - 2009: Агрікола
  - 2010: Power Grid
  - 2011: Hansa Teutonica
  - 2012: Ланкастер
  - 2016: The Voyages of Marco Polo